# Bacco perbacco
Bacco perbacco è un singolo del cantautore italiano Zucchero Fornaciari, pubblicato il 14 luglio 2006 come primo singolo dal decimo album in studio Fly.
In radio il brano ha raggiunto la posizione numero due in Italia, la numero dodici in Spagna e la numero tredici in Svizzera

## Descrizione
Questa è la prima canzone a cui partecipa come corista anche Vincenzo Draghi, già cantante delle sigle dei cartoni animati e di alcune canzoni tratte dai telefilm di Licia interpretati da Cristina D'Avena. La canzone è stata presentata da Zucchero il 22 settembre 2006 a Miss Italia 2006.
Il brano fu inserito anche nelle raccolte All the Best (2007) e Wanted (The Best Collection) (2017), negli album dal vivo Live in Italy (2008) e in Una rosa blanca (2013).
Di tale canzone, esiste anche una versione in spagnolo, dal titolo Venus y Baco, destinata al mercato latino.

## Video musicale
Il videoclip vede Zucchero Fornaciari e la sua band suonare il brano in un locale, accompagnati da alcuni ballerini. Irene Fornaciari (la figlia del cantautore), Mino Vergnaghi, Sara Grimaldi e lo stesso Vincenzo Draghi, che partecipano come coristi cantando il brano, non sono presenti nel video.

## Tracce
Download digitale
1. Bacco perbacco – 3:57 (testo: Zucchero – musica: Zucchero, Robyx)

CD singolo
1. Bacco perbacco – 3:44 (testo: Zucchero – musica: Zucchero, Robyx)
2. Diamante (Live at the Royal Albert Hall) – 5:56 (testo: Francesco De Gregori – musica: Zucchero, M. Saggese, M. Vergnaghi)

## Formazione
- Zucchero - voce, chitarra acustica, chitarra elettrica
- Massimo Marcolini - chitarra acustica
- Robyx - programmazione
- Brian Auger - pianoforte
- Randy Jackson - basso
- Matt Chamberlain - batteria
- Lenny Castro - percussioni
- Krish Sharma - sitar
- Irene Fornaciari, Arthur Miles, Mino Vergnaghi, Sara Grimaldi, Vincenzo Draghi - cori

## Classifiche
| Classifica (2006-2007) | Posizione massima |
| ---------------------- | ----------------- |
| Italia                 | 2                 |
| Paesi Bassi            | 191               |
| Svizzera               | 32                |
| Mondo (Digital Songs)  | 25                |

### Classifiche di fine anno
| Classifica (2006) | Posizione |
| ----------------- | --------- |
| Italia            | 22        |